# Volvo F4/F6/F7

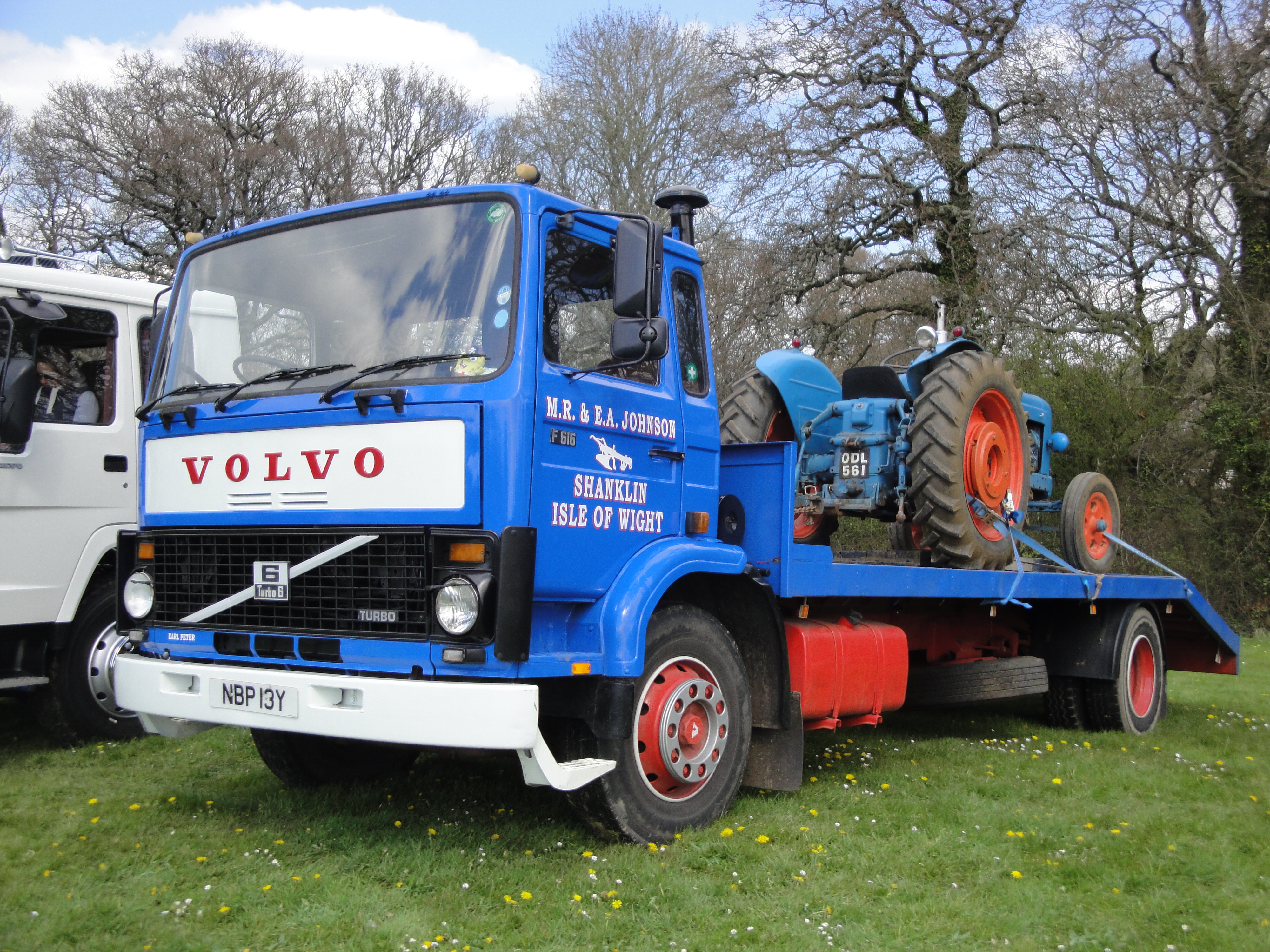
Volvo F6

Volvo F4/F6/F7 — семейство среднетоннажных грузовых автомобилей производства Volvo Trucks полной массой от 12 до 17,5 тонн, предназначенных для ближнемагистральных грузоперевозок, а также работы в черте города и пригороде.

## Описание
В 1975 году представили новые модели F4 и F6, которые изготавливались бельгийским отделением Volvo в городе Ренте. Автомобили получили кабины «Клуба четырёх» и 4- и 6-цилиндровые дизельные двигатели объёмом, соответственно, 3,86 л (80 л. с.) и 5,48 л (120, 174 л. с.).
В 1978 году серии Volvo F4 и F6 были модернизированы, модель Volvo F4 получила ещё один дизельный двигатель объёмом 3,59 л (109 л. с.), а модель Volvo F6 получила новую модификацию двигателя объёмом 5,48 л (180 л. с.). В том же году дебютировала серия F7 Miljo полной массой 17,5 т, предназначенная, в основном, для городских грузоперевозок. Она получила 6-цилиндровый 6,7-литровый дизель TD70 с наддувом мощностью 200/220/245 л. с. и автоматическую коробку передач Allison. Автомобиль этой гаммы был признан «Грузовиком 1979 года».
В 1980 году модель Volvo F6 получила новые модификации двигателя 5,48 л (147, 154 л. с.).
В 1985 году производство Volvo F7 было «заморожено», через год «заморозили» производство Volvo F4 и F6.